# كابروني إيه بي.1
كابروني إيه بي.1 (بالإنجليزية: Caproni AP.1)‏ هي طائرةٌ إيطاليَّة، صنعتها شركة كابروني للطائرات، وكان أول تحليقٍ لها في أبريل 1934.